# Babylon (New York, város)
Babylon város az USA New York államában, Suffolk megyében. Lakosainak száma 218 223 fő (2020. április 1.).

## Népesség
A település népességének változása:

| 2010 | 213 603 |
| 2020 | 218 223 |